# Frontó al Wilhelm-Hack Museum de Ludwigshafen
El Frontó al Wilhelm-Hack Museum de Ludwigshafen és un mural de rajoles de ceràmica dissenyat per l'artista català Joan Miró per al Museu Wilhelm Hack de Ludwigshafen, a Alemanya. El mural, que comprèn 7.200 rajoles, fa 55 metres d'ample i 10 metres d'alt. Els elements en el mural són criatures acolorides i fantasioses.

## Història
L'escultor Joan Gardy Artigas va aprendre del seu pare, Josep Llorens Artigas (Barcelona, 1892-1980), la saviesa de l'ofici de ceramista. Joan Miró i Llorens Artigas es van conèixer als anys 1910 a l'escola d'art que el pintor Francesc d'Assís Galí i Fabra (1880-1965) tenia a Barcelona. De Francesc Galí són les pintures, realitzades el 1929, de la cúpula del vestíbul del primer pis del Museu Nacional, on ara també s'exposa el mural de Joan Miró.
A partir dels anys 1940, Miró i Josep Llorens Artigas van iniciar un duo artístic que va donar com a fruit objectes i grans murals ceràmics com els de la UNESCO de París o el de l'Aeroport de Barcelona. Aquestes obres fusionen el lèxic mironià amb les qualitats essencials de les arts de la terra i del foc.

### Construcció
Joan Gardy Artigas va crear les 7.200 rajoles d'acord amb un disseny de Joan Miró que involucrava persones i animals surrealistes. Artigas va haver de treballar a partir d'una imatge que Miró havia creat a una escala 1:10 de l'obra final. Va dividir el mural en rajoles de 20 per 36 centímetres.
Les rajoles van ser realitzades a Gallifa, i es van transportar 1.200 quilòmetres fins a arribar al museu. A causa de les particularitats del terreny de Gallifa, es van col·locar en caixes de quatre en quatre perquè poguessin ser portats per la muntanya a llom d'una mula. Després d'això, les rajoles van ser transportades en camió i tren per completar el viatge entre Catalunya i el sud-oest d'Alemanya.
L'obra va ser acabada el 1979 i inclou les firmes de tots dos artistes a la cantonada inferior esquerra. La signatura de Miró no té data, la d'Artigas és data de 1979.
El mural va ser inaugurat al mateix temps que el nou museu va ser construït. El museu estava ubicat en la zona del mercat central de la ciutat i havia de conservar la col·lecció d'art d'un home de negocis de Colònia, Wilhelm Hack, que havia donat la seva col·lecció a la ciutat de Ludwigshafen. Va veure el seu museu abans de morir el 1985. Des de la seva inauguració, el mur ha anat canviant de color degut a la contaminació i no ha estat netejat per l'alt cost.

Galeria
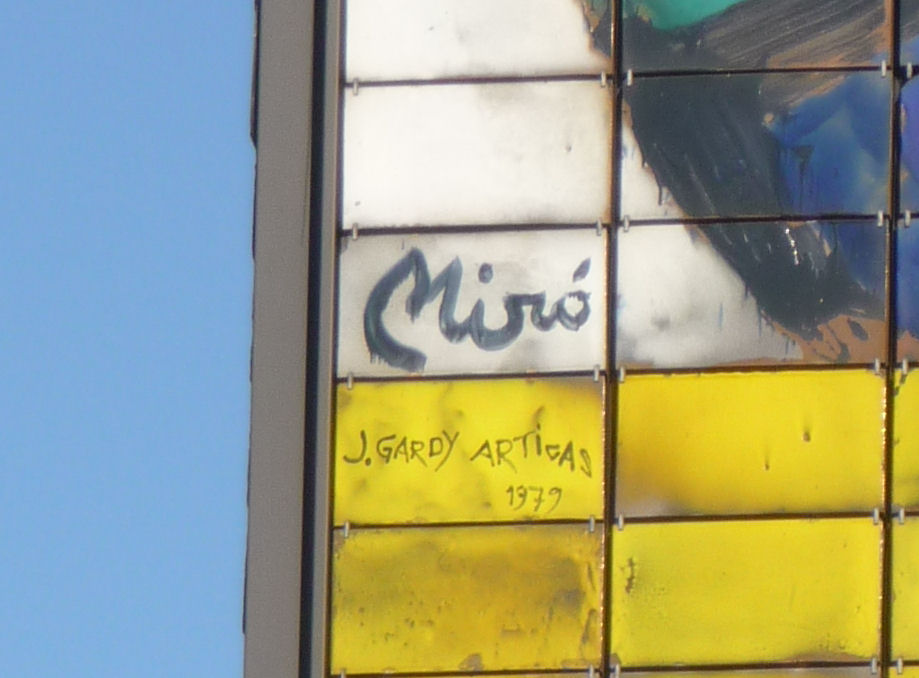
Signatura de Miró
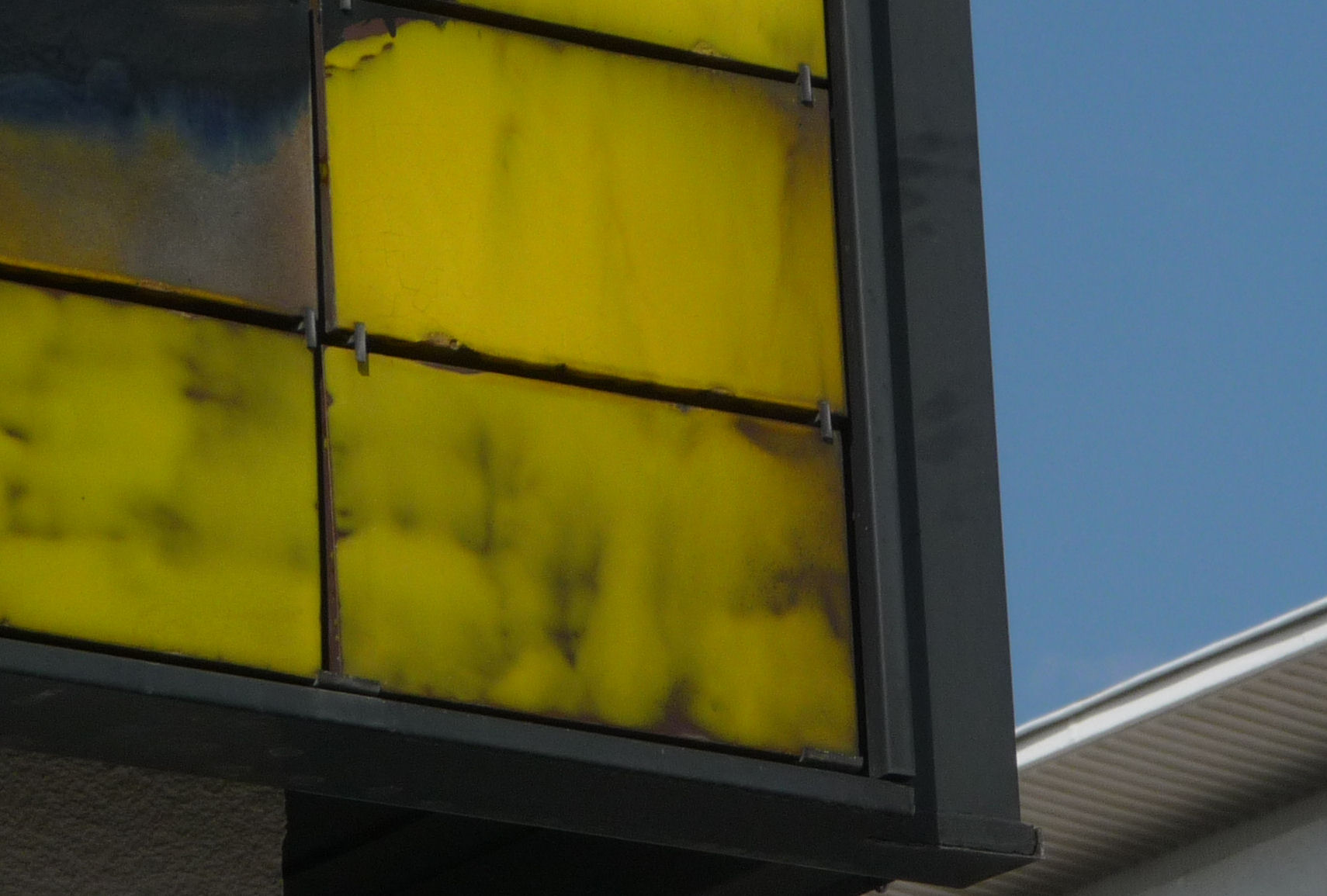
Rajoles i Marc
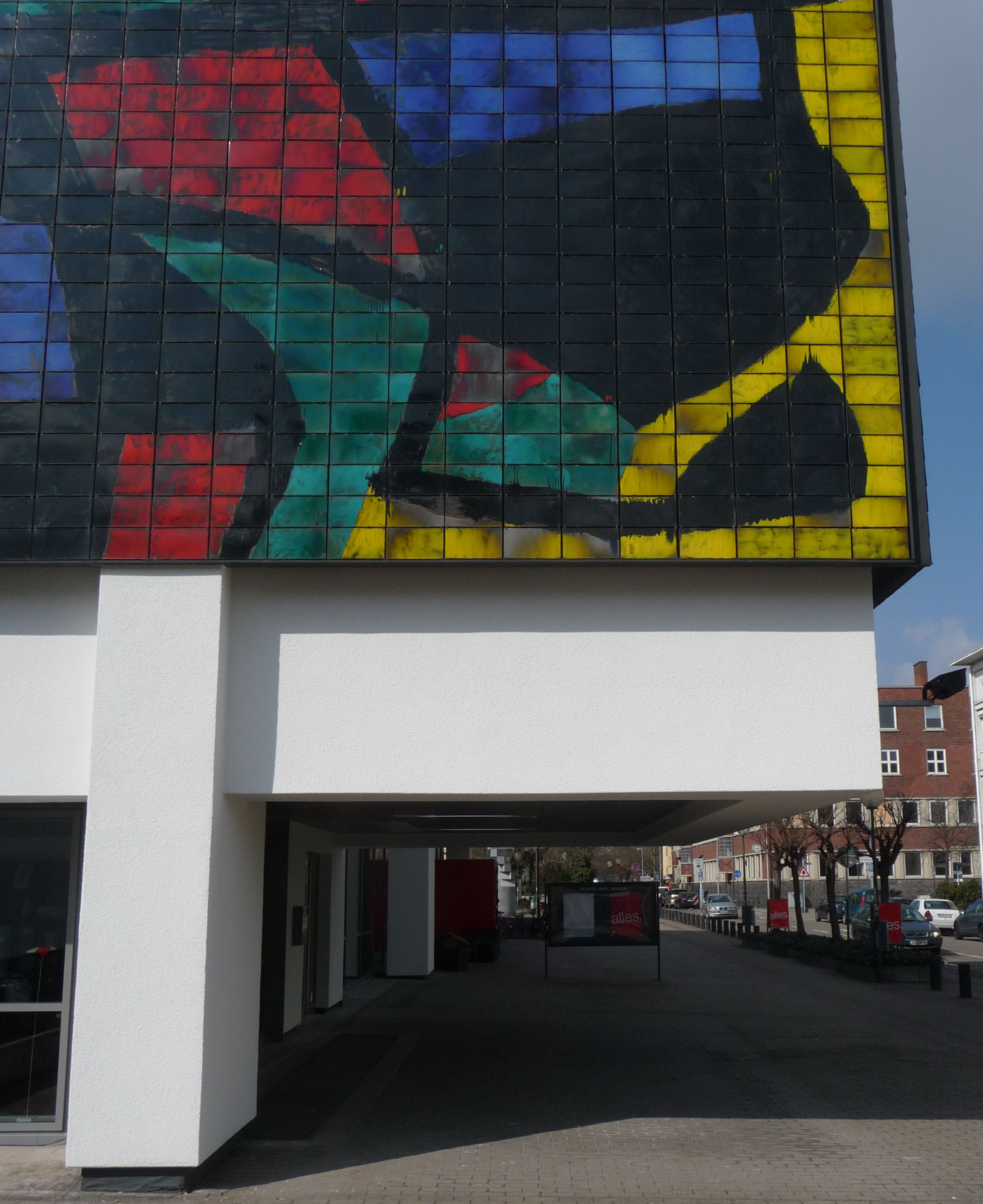
Detall
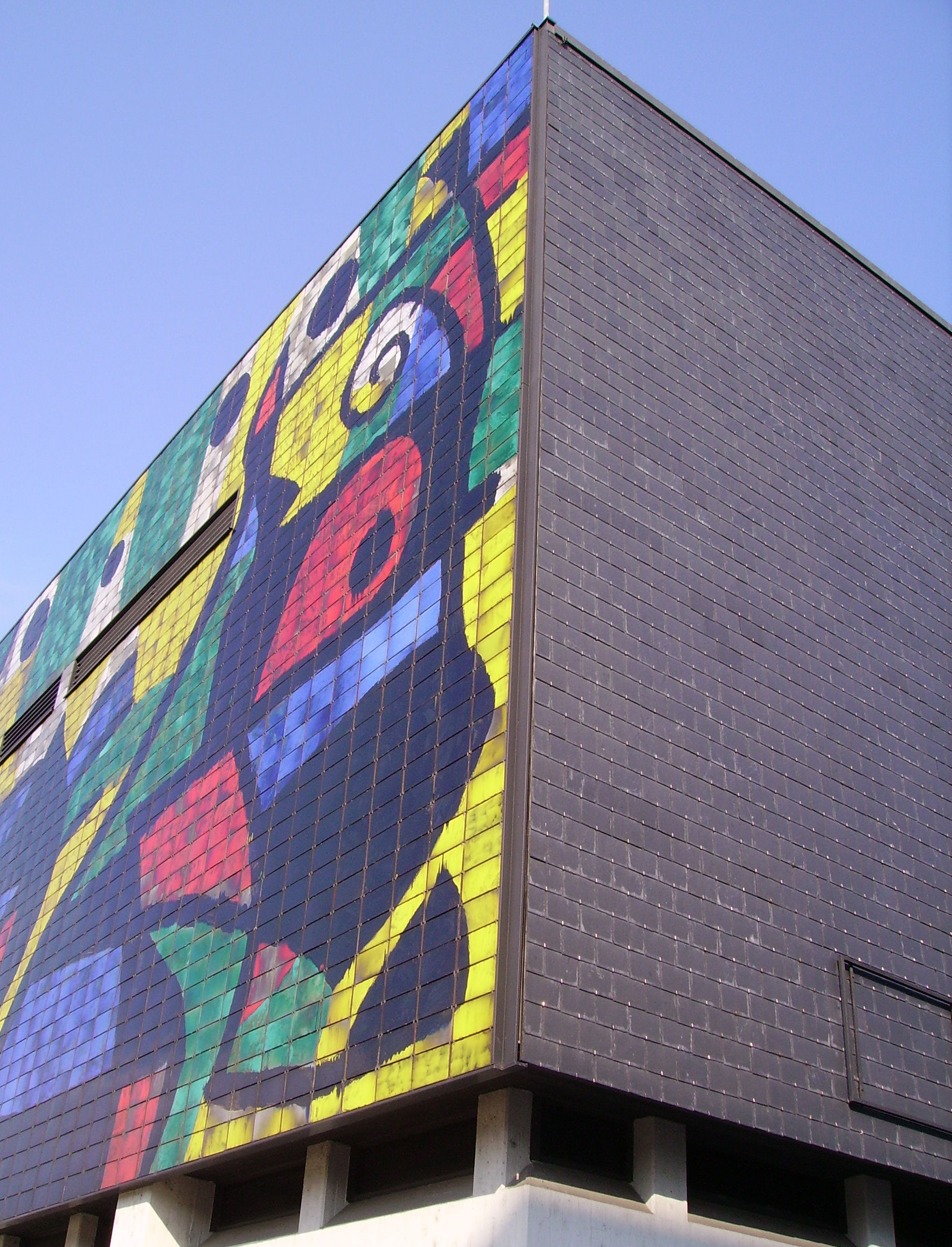
Cantonada del mural